# Neuilly-en-Thelle
Neuilly-en-Thelle là một xã thuộc tỉnh Oise trong vùng Hauts-de-France phía bắc nước Pháp. Xã này nằm ở khu vực có độ cao trung bình 130 mét trên mực nước biển.